# جهاد
جهاد یکی از مفاهیم دین اسلام است. واژه «جهاد» از ریشه «ج-ه-د» به معنی کوشش و مبارزه و فعالیت است. جهاد برعکس آنچه که امروزه توسط سیاست‌مداران مطرح می‌شود تنها به معنی جنگ و خون‌ریزی نیست. بلکه در اصل به معنی کوشش و مبارزه می‌تواند در عرصه‌های گوناگون باشد. جهاد، مصادیق دیگری چون جهاد اصغر، جهاد مالی و جهاد زبانی دارد. برخی از عبادات نیز هم‌سنگ جهاد دانسته شده‌اند. متصدی امر جهاد، حکومت دینی است.
بزرگ‌ترین جهاد «جهاد با نفس» است که با نام (جهاد اکبر) شناخته می‌شود و تلاش در راه دفاع از دین اسلام یا گسترش قلمرو اسلام، جهاد کوچک (جهاد اصغر) نام دارد. جهاد یکی از فروع دین و از واجبات اسلامی است. کلمهٔ جهاد حدود ۱۰۸ بار در قرآن آمده‌است.

## جهاد
جهاد به صورت کلی به دو نوع جهاد دفاعی و جهاد ابتدایی تقسیم می‌گردد. جهاد دفاعی، جنگ و مبارزه‌ای است که در صورت تجاوز دشمنی به حریم مسلمین واجب و لازم می‌گردد و آیات متعدد قرآن به آن دستور دارد. جهاد ابتدایی، جهادی است که مسلمانان در آغاز به جنگ وارد می‌شوند، بدون اینکه طرف مقابل ابتدا جنگ را آغاز کرده باشد. بر خلاف فقهای سیاسی یا جهادگرا همچون روح‌الله خمینی، علی خامنه ای و اصولاً اندیشه فقهی حکومت ایران و فقهای مایل به اسلام‌گرایی انقلابی، فقهای سنتی و غیر ایدئولوژیک جهاد ابتدایی را تنها در زمان پیامبر یا امام معصوم ممکن می‌دانند و انجام آن را بدون اجازه معصوم خطا می‌دانند. برخی اندیشمندان اسلامی مثل سیدمصطفی محقق داماد جهاد را در اسلام حتی در زمان امام معصوم تنها محدود به جهاد دفاعی می‌دانند.
محقق خوئی با اینکه مسئلهٔ ولایت فقیه را از نظر علمی قبول ندارد، در این خصوص فتوایی دارد مبنی بر این که: جهاد ابتدایی نه تنها در اسلام مشروع و واجب است و نیازی به اذن معصوم ندارد، حتّی بالاتر، نیازی به اذن فقیه نیز ندارد، یعنی اگر در یک زمانی، عموم مؤمنین دیدند، شرایط جهاد ابتدایی هست، باید انجام بدهند.

## اهداف جهاد
به دیدگاه مسلمانان جهاد اسلامی دارای اهدافی مانند براندازی عقاید کفر، مبارزه با دشمنان دین و دین گریز، پاسداری از نظام اسلامی و دفاع از مرزها است و از نگر ایشان این اهداف موجب برتری این نوع جنگ نسبت به دیگر جنگ‌ها می‌شود.

## غرب و مسئلهٔ جهاد
«استیون ورتووک» یکی از جامعه شناسان غربی دربارهٔ رویکرد رسانه‌ها نسبت به اسلام می‌گوید: «از پایان دهه ۱۹۷۰، مسلمانان همواره در عملیات خرابکارانه و تروریستی در نقاط مختلف جهان، به عنوان یک گروه هدف قرار گرفته‌اند … در ۱۷ ژانویه سال ۱۹۹۱، عنوان پرفروش‌ترین روزنامه ایتالیا- کوریر دلامرا- چنین بود: "ترس بازشدن جبهه دومی در میان جهان مسلمان، به نام جهاد اسلامی" این دیدگاه، با عناوینی مانند "خطر تروریسم، وضعیت قرمز!"، "نقشهای برای جبهة داخلی" یا "اعلام خطر! تروریسم گسترش می‌یابد" ادامه یافت … ایدهٔ "تروریست عرب مسلمان"، مدام تولید می‌شد؛ زیرا از آن دسته اخباری بود که مردم دوست داشتند بشنوند و در ضمن، افکار عمومی را علیه اعراب مهاجر، تقویت می‌کرد».
«دن کوئل» از معاونین سابق دولت آمریکا بنیادگرایی اسلامی را یک خطر جهانی و جایگزین کمونیسم مطرح ساخت. از سوی دیگر، ویلی گلاس دبیرکل سازمان ناتو نیز در یک کنفرانس امنیتی در آلمان، اعلام کرد که بنیادگراییِ اسلامی اکنون برای سازمان پیمان آتلانتیک شمالی به اندازهٔ خطر کمونیسم در گذشته، تهدیدآمیز است.

## جهاد در روایات
روایاتی بسیار در عظمت و اهمیت جهاد در راه خدا نقل شده‌است که به عنوان نمونه به چند روایت بسنده می‌کنیم:
ابوذر غفاری از محمد صلى الله عليه وسلم پرسیده‌است:

کدام یک از اعمال نزد خداوند دوست داشتنی تر است؟ محمد صلى الله عليه وسلم پاسخ داده‌است:ایمان به خدا و جهاد در راه او. ابوذر غفاری دوباره سؤال نموده‌است که کدامین جهاد از همه جهادها برتر است؟ محمد پاسخ داده‌است: جهاد کسی که اسبش پی شود و خونش در راه خدا بر زمین ریزد.

 علی ابن ابیطالب علیه السلام دربارهٔ جهاد این چنین گفته‌است:

جهاد دری است از درهای بهشت که خداوند تنها به روی اولیاء خاص خویش گشوده‌است و آن لباس تقوا و زره نفوذ ناپذیر و سپر اطمینان بخش الهی بر پیکر مجاهدان است.

در روایت دیگری علی بن ابیطالب علیه السلام در رابطه با اهمیت جهاد می‌فرماید:

خداوند عزوجل جهاد را واجب کرده، و آن را بزرگ شمرده و یاری و یاورش قرار داده‌است. به خدا سوگند که دنیا و دین جز با جهاد اصلاح نمی‌شود.

محمد باقر از امامان شیعه در حدیثی خطاب به سلیمان بن خالد می‌گوید: «آیا می‌خواهی از اصل، فرع و قلهٔ اسلام برایت بگویم؟» سلیمان بن خالد می‌گوید: «آری، ای فرزند رسول خدا.» محمد باقر می‌گوید:

اصل و عمود «خیمه ی» اسلام، نماز و فرع آن زکات و قله و اوج عظمتش جهاد است.